# Споглядач (картина Крамського)
«Споглядач» — картина російського художника Івана Крамського (1837—1887), написана в 1876 році і є частиною зборів Київського музею російського мистецтва. Розмір — 85 × 58 см.

## Історія та опис
Ця картина належить до ряду картин Крамського, написаних в 1870-х і початку 1880-х років, на яких він зображував селян — простих людей, що живуть своїм емоційним життям. На картині зображений селянин, що стоїть на засніженій стежці в лісі. Він одягнений в обірваний каптан і постоли, руки заховані в рукава, вид у нього змерзлий. Він зупинився і, мабуть, про щось глибоко замислився.
Задум картини «Глядач» виник у Крамського на початку 1870-х років. Павло Третьяков спочатку проявив інтерес до картини — зокрема, вважається, що саме він дав картині її нинішню назву, написавши Крамскому на початку 1877 року.
Однак потім, коли картина була готова, Третьяков чомусь її не купив, так що картина залишалася в майстерні Крамського до 1878 року.
У 1878 році картина була представлена на 6-й виставці Товариства пересувних художніх виставок («передвижників»). Після цього картину придбав у автора Федір Терещенко. Згодом колекція Федора Терещенка, включаючи картину «Глядач», стала частиною зборів Київського музею російського мистецтва.